# 晉出公
晉出公（？—前452年），姬姓，名鑿，晉定公之子。
晉出公九年（前466年）和晉出公十三年（前462年），智伯兩次率師伐鄭。樹立起勇武善戰的形象，並壯大勢力。智家大權在握，勢傾朝野。要求韓、趙、魏三家割地。晉出公十八年（前457年），趙氏、韓氏、魏氏三卿與智伯，共同瓜分范氏、中行氏領地。
晉出公二十二年（前453年），趙氏、魏氏、韓氏三卿合作，討滅智伯。晉出公大怒，打算討伐三卿，並將此事轉告齊、魯兩國，卻被三卿攻伐，晉出公被迫出走，逃亡齐國，死于途中。三卿立昭公曾孙骄為國君，是為晉哀公。